# Salvan
Salvan je obec v západní (frankofonní) části Švýcarska, v kantonu Valais. Žije zde přibližně 1 400 obyvatel.

## Geografie
Obec Salvan leží západně od Martigny na severní straně údolí Vallée du Trient na řece Trient. Západně od obce se rozkládá severní část vodní nádrže Lac d’Emosson. Horský potok Triège pramení u Fontanabran a stéká úzkou soutěskou do Trientu u Le Trétien a Les Marécottes.
Částmi obce jsou Les Marécottes, Le Trétien, Les Granges a také Van-d’en-Bas a Van-d’en-Haut, které leží v sousedním horním údolí řeky Salanfe pod vrcholem Dent du Salantin poblíž masivu Dents du Midi.

## Historie

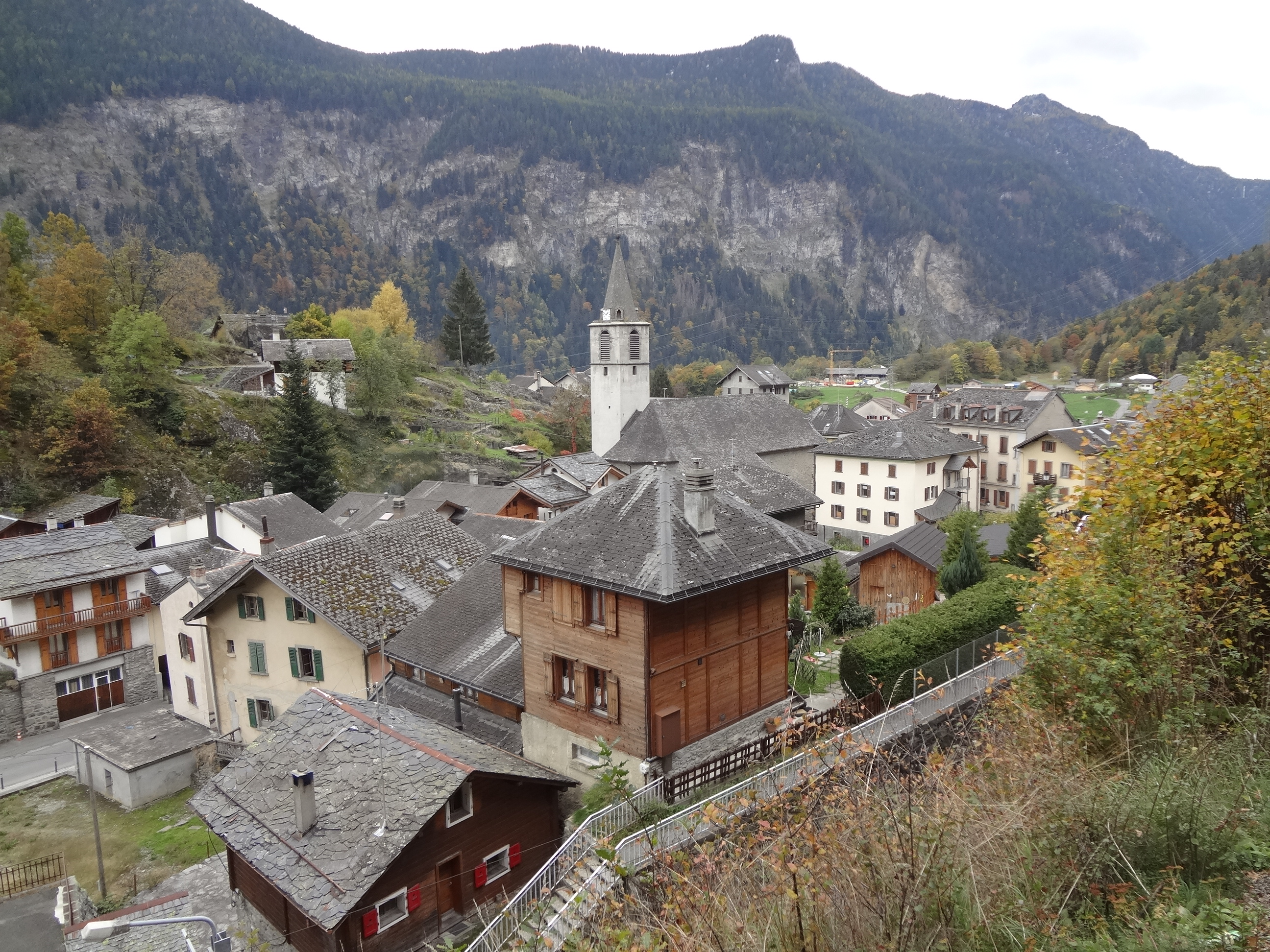
Salvan

V 11. století jsou doložena práva opatství Saint-Maurice v Salvanu a Ottanelu (starý název pro Vernayaz), která byla pravděpodobně výsledkem daru od krále Rudolfa III. Burgundského. Až do roku 1798 tvořily Salvan, Ottanel a Gueuroz kastelánství Salvan a patřily k panství Saint-Maurice.
Církevně patřil Salvan k farnosti Ottanel, která původně zahrnovala celé údolí, než byl farní kostel v roce 1265 přenesen do Salvanu (patronátní kostel sv. Mauricia doložen v roce 1590) a kostel v Ottanelu se stal filiálním. Finhaut se oddělil od farnosti Salvan v roce 1649 a Vernayaz v roce 1920. Většina obyvatel obce se živila pastevectvím. Příjmy poskytovala také těžba břidlice, lesnictví, plavení dřeva, pašování (zejména soli), tkalcovství a obchod. Od počátku 20. století se mnoho obyvatel vesnice vystěhovalo. V 19. století se Salvan rychle rozvíjel jako klimatické lázně. Tento rozvoj podpořila výstavba silnice Vernayaz–Chamonix v letech 1855–67 a zahájení dostavníkové dopravy, po níž následovalo otevření železniční trati Martigny–Chamonix v roce 1906. V obci se nachází přehrada postavená Alexandrem Sarrasinem v roce 1925, zoologická zahrada, koupaliště vytesané do skály a lyžařské středisko Les Marécottes.

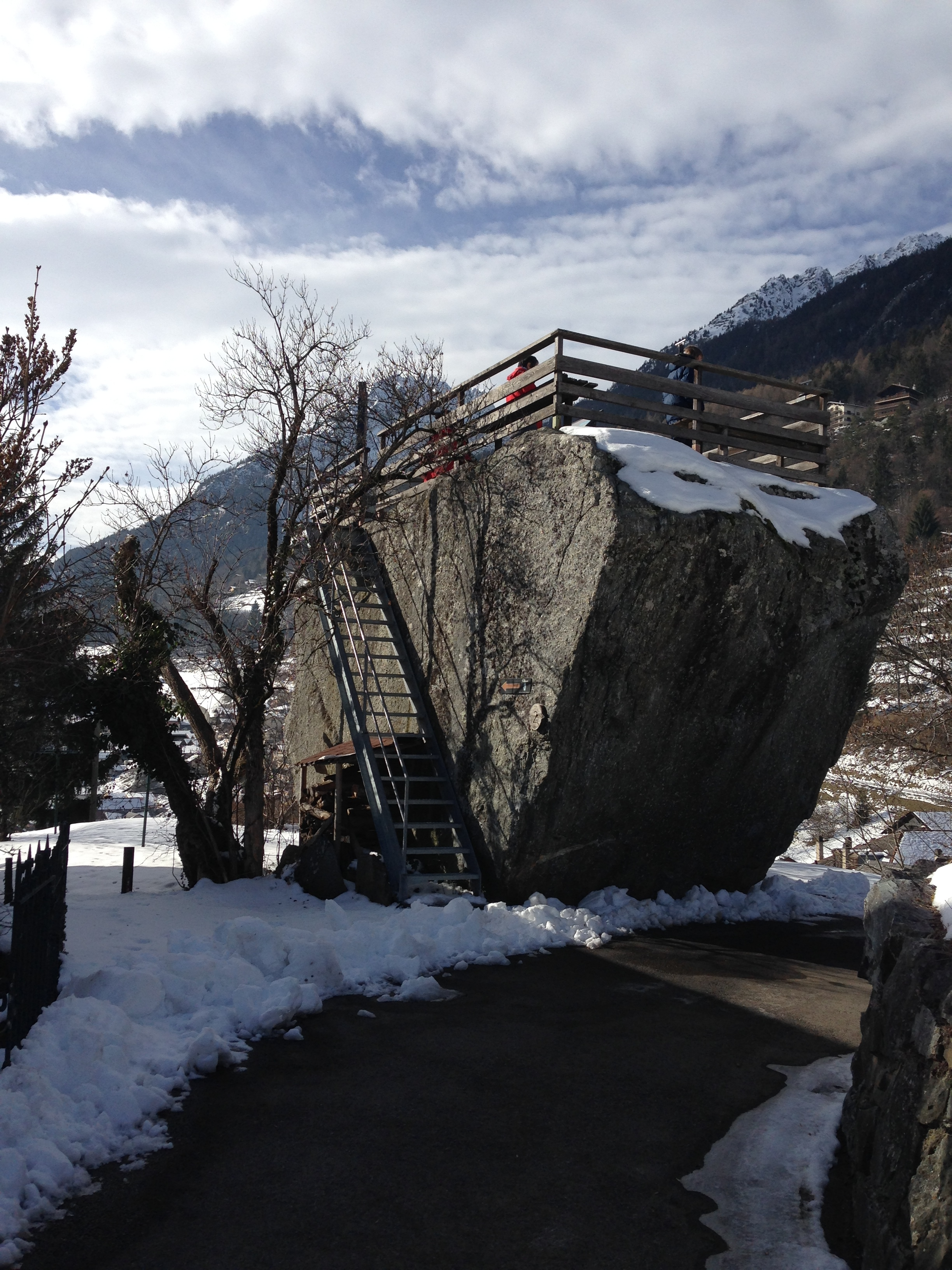
Marconiho skála v Salvanu

V roce 1895 provedl Guglielmo Marconi v Salvanu své první pokusy s bezdrátovou telegrafií. Budoucí nositel Nobelovy ceny za fyziku použil jako stanoviště devět metrů vysoký kamenný blok, zvaný Pierre Bergère. Dnes to připomínají dvě pamětní desky; od roku 1996 je mu v obci věnováno muzeum a v roce 2004 byla založena Fondation Marconi.

## Obyvatelstvo
| Vývoj počtu obyvatel | Vývoj počtu obyvatel | Vývoj počtu obyvatel | Vývoj počtu obyvatel | Vývoj počtu obyvatel | Vývoj počtu obyvatel | Vývoj počtu obyvatel | Vývoj počtu obyvatel | Vývoj počtu obyvatel |
| -------------------- | -------------------- | -------------------- | -------------------- | -------------------- | -------------------- | -------------------- | -------------------- | -------------------- |
| Rok                  | 1850                 | 1900                 | 1950                 | 2000                 | 2010                 | 2012                 | 2014                 | 2016                 |
| Počet obyvatel       | 1520                 | 1916                 | 1102                 | 1020                 | 1172                 | 1215                 | 1314                 | 1394                 |

## Doprava

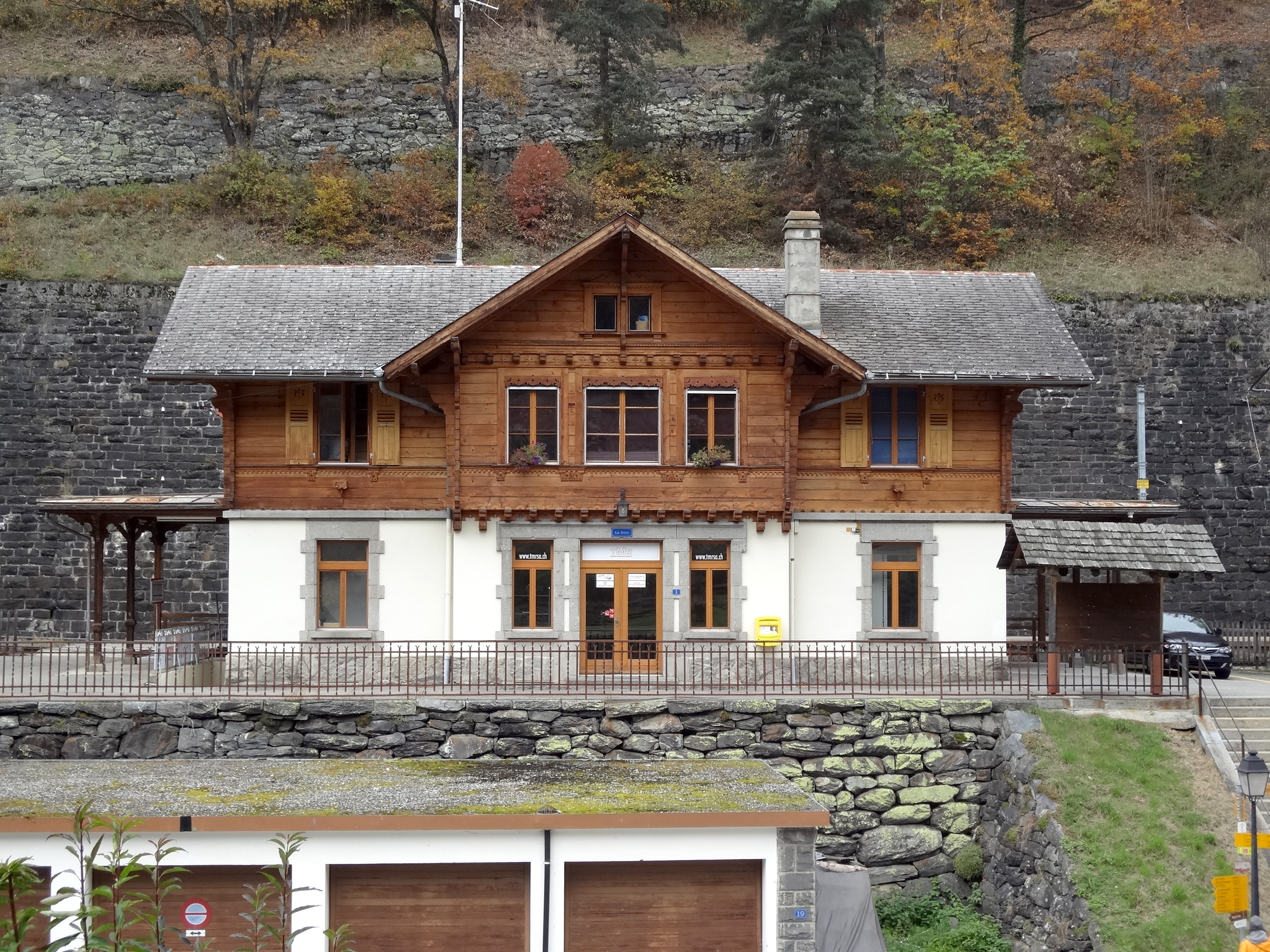
Železniční stanice Salvan

Obec leží mimo hlavní dopravní tahy. Železničního spojení se obec dočkala v roce 1906, kdy byla otevřena železniční trať (s metrovým rozchodem) z Martigny přes Le Châtelard a Vallorcine do Chamonix, jejíž švýcarský úsek vybudovala dráha Martigny-Châtelard (Chemin de fer Martigny–Châtelard, MC). Obec je obsluhována linkou Mont Blanc Express přes železniční stanici Salvan a zastávky Les Marécottes, La Médettaz a Le Trétien. Od sloučení dráhy Martigny-Châtelard s dalšími společnostmi je provozovatelem společnost Transports de Martigny et Régions (TMR). Spojení do obce zajišťují také autobusové linky Postauto.
Nejbližší nájezd na dálnici A9 je exit 21 (Monthey).